# Theodor Grözinger
Carl Hermann Theodor Grözinger (* 18. Juli 1828 in Ohnastetten; † 22. Mai 1893 in Ulm) war ein württembergischer Verwaltungsbeamter.

## Leben
Grözinger war ein Sohn des Pfarrers Johannes Grözinger (1801–1871) und dessen Ehefrau Karoline Wilhelmine, geb. Frisoni. Er besuchte ab 1840 das Gymnasium in Stuttgart und nahm 1846 das Studium der Regiminalwissenschaft an der Universität Tübingen auf. 1852 bestand er die erste, 1854 die zweite höhere Dienstprüfung. 1854 war er Referendär in Hohenheim und beim Oberamt und der Regierung des Schwarzwaldkreises in Reutlingen. 1855 wurde er Aktuar beim Oberamt Tuttlingen, 1859 beim Oberamt Heilbronn. 1861 wechselte er als Kollegialhilfsarbeiter zur Regierung des Neckarkreises nach Ludwigsburg. 1862 wurde er Regierungsassessor, Direktionsassistent und Hilfslehrer der Nationalökonomie und Rechtskunde an der Landwirtschaftlichen Akademie in Hohenheim, ab 1. Februar 1863 mit der definitiven Anstellung als Sekretär. 1866 wurde Grözinger schließlich Oberamtmann des Oberamts Waldsee, 1871 Oberamtmann des Oberamts Ellwangen und 1877 Regierungsrat bei der Regierung des Donaukreises in Ulm.